# کاروانسرای خان عوض B
کاروانسرای خان عوض B مربوط به دوره صفوی است و در شهرستان گچساران، بخش مرکزی، دهستان لیشتر، روستای سعادت آباد واقع شده و این اثر در تاریخ ۶ اسفند ۱۳۸۵ با شمارهٔ ثبت ۱۷۵۴۲ به‌عنوان یکی از آثار ملی ایران به ثبت رسیده است.